# Stadio Riazor
Lo stadio Riazor, ufficialmente Estadio Municipal de Riazor, è uno stadio di calcio di La Coruña, città della Galizia, in Spagna. Ospita le partite casalinghe della squadra del Deportivo La Coruña.

## Storia
Anche se fino dal 1909 il Deportivo disputava i suoi incontri nelle vicinanze dello stadio attuale, fino al 1944 la squadra herculina non aveva uno stadio dotato di tribune e spogliatoi. L'inaugurazione del nuovo terreno di gioco avvenne il 28 ottobre dello stesso anno con la partita tra il Deportivo e il Valencia che vide la sconfitta della squadra di casa per 2-3.
Le dimensioni del nuovo stadio, con una capienza di più di 30.000 spettatori, resero possibile il disputarsi di incontri internazionali, e il primo fu tra la nazionale di casa e quella portoghese, disputato il 6 maggio del 1945, che vide la vittoria della selezione spagnola per 4-2. Allo stesso modo si poterono celebrare le finali dei tornei ufficiali, e la prima fu la finale della Coppa del Generalissimo della stagione 1946-47, che vide affrontarsi il Real Madrid e l'Espanyol, in cui vinsero le "merengues" per 2-0.
Ma la grandezza del terreno di gioco e la pista di atletica rendevano il Riazor un campo freddo, che non riusciva mai ad arrivare al limite della capienza. Con la disputa nel 1982 dei Mondiali di calcio questi problemi furono in parte rimediati con le rimodellazioni necessarie per ospitare tre partite del primo turno di questa competizione; la capienza dello stadio fu infatti ridotta a 28.000 spettatori.
Nella stagione 1995-96, che vide gli inizi della fase migliore del Deportivo, il Riazor subì altre modifiche per chiudere l'impianto con le tribune sui quattro lati, visto che fino a quel momento era a forma di ferro di cavallo. Fu eliminata la pista di atletica, e lo stadio raggiunse la capienza attuale di 32.660 spettatori.
L'impianto ha ospitato due partite della Selezione della Galizia dalla sua riapparizione nel 2005; la prima il 28 dicembre del 2006 con l'Ecuador, e il risultato finale fu di pareggio, con gol degli ospiti di Calle e di Jonathan Pereira per i locali; la seconda il 27 dicembre del 2008 contro l'Iran con la vittoria galiziana per 3-2, con due gol di Nacho Novo e uno di Roberto Losada, mentre per gli iraniani i gol furono di Borhani e Khalatbari.
Il 4 settembre del 2009 la nazionale spagnola ha disputato la sua prima partita ufficiale nel Riazor contro il Belgio, che fu sconfitto per 5-0.

## Progetto del nuovo stadio
Nel 2003 il presidente Augusto César Lendoiro ha presentato il plastico del nuovo stadio di Riazor disegnato dal prestigioso architetto nordamericano Peter Eisenman. Il presidente dichiarò che sarebbe stato il più bello del mondo, un impianto da quattro stelle con una capienza di 36.000 spettatori. La costruzione dovrà avvenire al di sopra dello stadio attuale, ma il progetto è in fase di stallo
Dal 2009, in previsioni dei mondiali del 2018 e del 2022, l'Ayuntamiento della città e il club discussero della possibilità di rimodellare il Riazor attuale o di costruire un nuovo stadio nel caso in cui la Spagna avesse organizzato un Mondiale e la città de La Coruña fosse scelta come sede. Il nuovo stadio avrebbe una capienza di più di 40.000 spettatori.

## Scheda tecnica
- Nome: Estadio Riazor
- Inaugurazione: 1944
- Capienza: 34.600 posti a sedere
- Dimensioni del campo:

Lunghezza: 105m
Larghezza: 68m

## Incontri internazionali disputati durante il Mondiale 1982
- Perù -  Camerun 0-0 (gruppo 1, 15 giugno 1982)
- Polonia -  Camerun 0-0 (gruppo 1, 19 giugno 1982)
- Polonia -  Perù 5-1 (gruppo 1, 22 giugno 1982)